# Carl Kress
Pour les articles homonymes, voir Kress.
Carl Kress (20 octobre 1907 - 10 juin 1965 ) était un guitariste de jazz américain.

## Carrière musicale
Kress a commencé au piano avant de se mettre au banjo. Dès 1926, il joua de la guitare pendant son bref passage en tant que membre de l'orchestre de Paul Whiteman. Pendant la majeure partie de sa carrière, il a été musicien de studio et sideman au sein de grands orchestres, et son nom était peu connu. Dans les années 1920 et 1930, il a notamment enregistré des sessions avec The Boswell Sisters, The Dorsey Brothers, Bix Beiderbecke, Hoagy Carmichael, Miff Mole, Red Nichols, Adrian Rollini et Frankie Trumbauer. 
En dehors des orchestres, Kress a joué dans plusieurs duos de guitare avec Eddie Lang (1932), Dick McDonough (1934, 1937), Tony Mottola (1941) et George Barnes (1961-1965). En 1938 et 1939, il enregistra quelques morceaux en solo : «Peg Leg Shuffle»,  «Helena»,  «Love Song»,  «Sutton Mutton» et  «Afterthoughts». Au cours des années 1940, il a joué du jazz Dixieland avec Bobby Hackett, Pee Wee Russell et Muggsy Spanier. 
Kress était marié à Helen Carroll, originaire de Bloomington (Indiana), qui a déménagé à New York pour devenir chanteuse. Elle était membre du groupe Helen Carroll and the Satisfiers et a chanté avec Perry Como, Frank Sinatra et Jo Stafford. Carl et Helen Kress vivaient à Manhasset (New York). Carl Kress est décédé d'une crise cardiaque en 1965 alors qu'il était en tournée avec son partenaire George Barnes (musicien) à Reno (Nevada).

## Technique
Comme beaucoup de pionniers guitaristes de jazz, Kress a joué du banjo avant de passer à la guitare. Sur un banjo ténor, les cordes consécutives s'accordent par intervalles de quintes,
Do Sol Ré La (CGDA),
que Kress a adapté à la guitare
Si♭ Fa Do Sol Ré La (B♭FCGDA),
bien qu'il ait sous-accordé la corde de La d'une octave. 
Avant de passer à l'accordage en quintes, Kress a utilisé d'autres accordages sur le banjo et la guitare ténor.  Son accordage en quintes a donné à Kress un jeu «d'accords et de lignes de base plus complets», selon Lieberson (1996, p. 42). Lorsque les duos de Kress avec Dick McDonough ont été publiés, ils ont été transposés de son accord de cinquième à un accordage standard (Mi La Ré Sol Si Mi, EADGBE). 
L'accordage en quintes s'utilise sur d'autres instruments en dehors des banjos ténor, tels que les mandolines, les violons, les mandoles, les altos, les mandocellos et les violoncelles. 

## Discographie

### En tant que leader
- Something Tender avec George Barnes (United Artists, 1962)
- Guitar Galaxies (Mercury, 1962)
- Town Hall Concert avec George Barnes (United Artists, 1963)
- Guitars, Anyone? Why Not Start at the Top? avec George Barnes (Carney, 1963)
- The Guitar Genius of Dick McDonough & Carl Kress in the Thirties (Jazz Archives, 1976)
- Two Guitars Volume 1 avec George Barnes (Stash, 1983)
- Two Guitars and a Horn Volume II avec George Barnes, Bud Freeman (Stash, 1983)
- Pioneers of the Jazz Guitar (Yazoo, 1992)

### En tant que sideman
- Louis Armstrong, Satchmo in Style (1959)
- Bix Beiderbecke, The Bix Beiderbecke Story Volume 2: Bix and Tram (Columbia, 1952)
- Erskine Butterfield, Just for Kicks (Livingston, 1955)
- Helen Caroll, Singin '& Swingin' (Stere-O-Craft, 1958)
- Bob Crosby, South Pacific Blows Warm (1958)
- Jimmy Dorsey, Dixie by Dorsey (1950)
- Jimmy McPartland, Shades of Bix (Brunswick, 1953)
- Red Nichols,Rhythm of the Day (1983)
- Jack Teagarden, Jazz Great (Bethléem, 1955)
- Jack Teagarden / Maxine Sullivan, My Memories of You (Everest, 1956)